# Gorges du Tarn
Ne doit pas être confondu avec la commune Gorges du Tarn Causses.
Les gorges du Tarn sont un canyon creusé par le Tarn entre le Causse Méjean et le Causse de Sauveterre. Ces gorges sont parmi les plus hautes de l'Occitanie et sont également remarquables par leur longueur (plus de 50 km). Elles sont principalement situées dans le département français de la Lozère, mais sont également visibles en Aveyron.

## Géographie

### Topographie

Localisation des gorges du Tarn au nord-ouest du causse Méjean.

Le Tarn prend sa source sur le mont Lozère et c'est immédiatement à la sortie de ce massif montagneux granitique que la rivière aborde les plateaux des grands Causses. La traversée de cette zone calcaire se fait par un canyon profond de 400 à 600 m que la rivière a creusé au fil du temps entre Quézac et Le Rozier (Lozère) sur une longueur de 53 km.

### Géologie

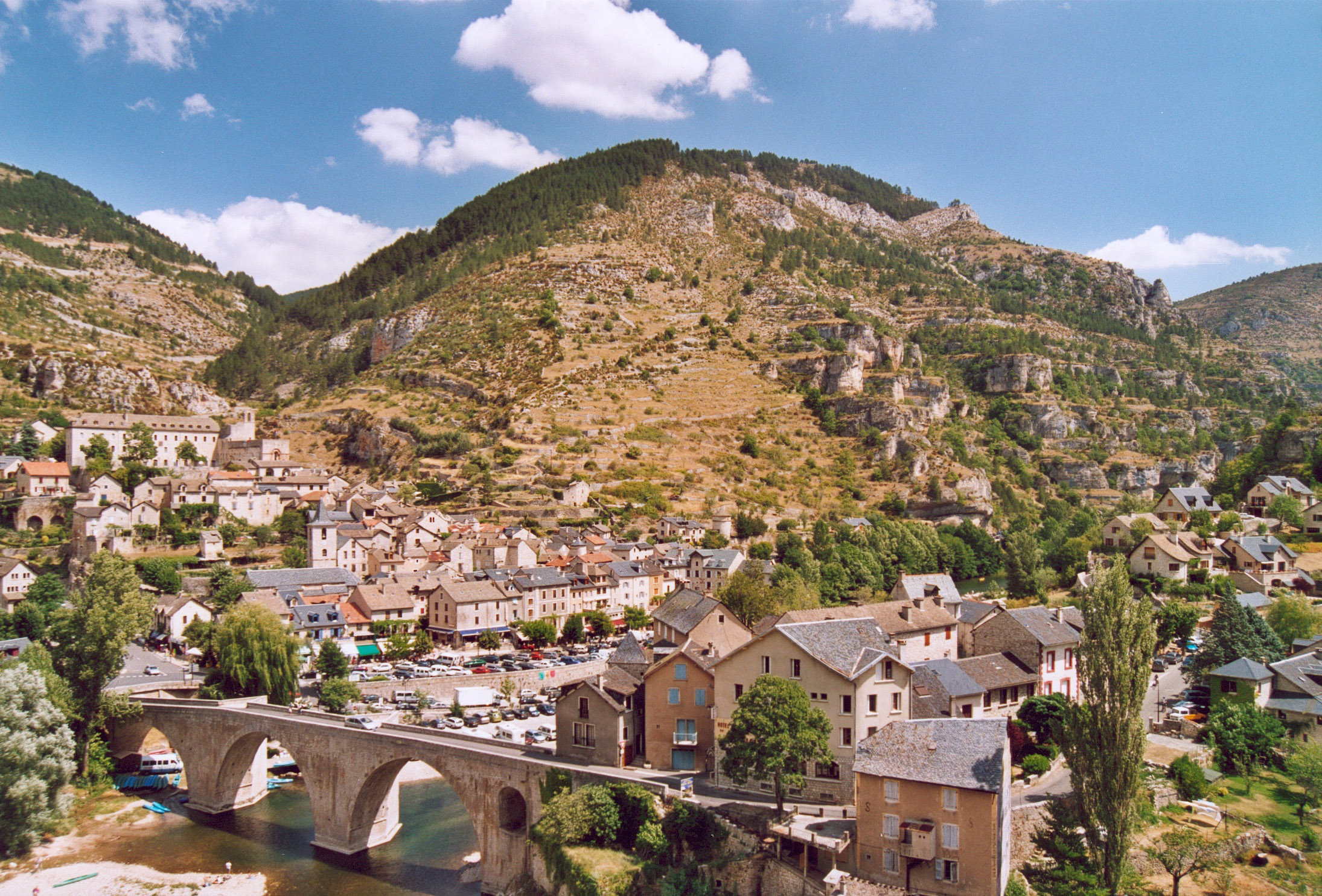
Sainte-Enimie.

L'ensemble tabulaire des Grands Causses est coupé en trois profondes gorges (de 400 à 600 mètres de profondeur) où coulent les rivières du Tarn, de la Jonte et de la Dourbie. Au Miocène, les contrecoups de l'orogénèse alpine provoquent une surrection d'ensemble du Massif central. Le soulèvement de l'extrême sud-est de ce massif est à l'origine de la montée des Causses à une hauteur moyenne de 800 mètres au sud et de 1 000 mètres au nord. Une érosion intense en découle, entraînant la formation de reculées et des gorges du Tarn, de la Jonte et de la Dourbie.
Les gorges du Tarn sont creusées dans des calcaires du secondaire qui partent du Bajocien à la base (barres dolomitiques), se poursuivent par le Bathonien inférieur au-dessus, caractérisé par un talus incliné, et enfin se terminent par de grandes falaises verticales (dolomie bathonienne et dolomie du jurassique supérieur). Cette architecture relativement simple caractérise la partie aval des gorges (entre les Vignes et le Rozier) mais pour ce qui est de l'amont, la présence de failles (faille de Hauterive, accident subméridien de Sainte-Enimie qui traverse également tout le causse Méjean) y rend la géologie plus complexe. Ce sont ces failles qui sont justement à l'origine de deux exsurgences au débit très important dans la région de Sainte-Enimie : la source de Burle et la source de Coussac, cette dernière tombant en cascade dans le Tarn. Ces sources semblent drainer une partie importante du causse de Sauveterre alors que de l'autre côté de la rivière, l'exsurgence de Castelbouc, également très puissante, draine une bonne partie du causse Méjean (jusqu'à l'aven de Hures). Il existe par ailleurs d'autres résurgences tout au long du Tarn plus ou moins abondantes (on en a dénombré une quarantaine) dont celle de Cénaret à Saint-Chély-du-Tarn qui a la particularité d'alimenter un petit lac souterrain (30 m de diamètre et huit mètres de profondeur) dans la grotte du même nom.
La région des gorges du Tarn a également été affectée par le volcanisme quaternaire dont on peut retrouver la trace à deux endroits. Le premier témoignage de ce volcanisme est un peu à l'écart des gorges et se situe à Sauveterre sur le causse du même nom et prend la forme d'un neck double de basalte entouré de brèches sur lequel est bâti le village. Le deuxième se situe dans le canyon même au niveau d'Eglazines et se présente sous la forme d'intrusions de basalte également entourées de brèches. Ces deux éruptions sont datées du quaternaire ancien et la deuxième s'est mise en place avant le creusement complet du canyon.

### Climat
Le climat est beaucoup moins rude que sur les plateaux qui s'étalent de part et d'autre, du fait principalement de la différence d'altitude. L'ensoleillement est très important, le climat de type méditerranéen.

### Faune

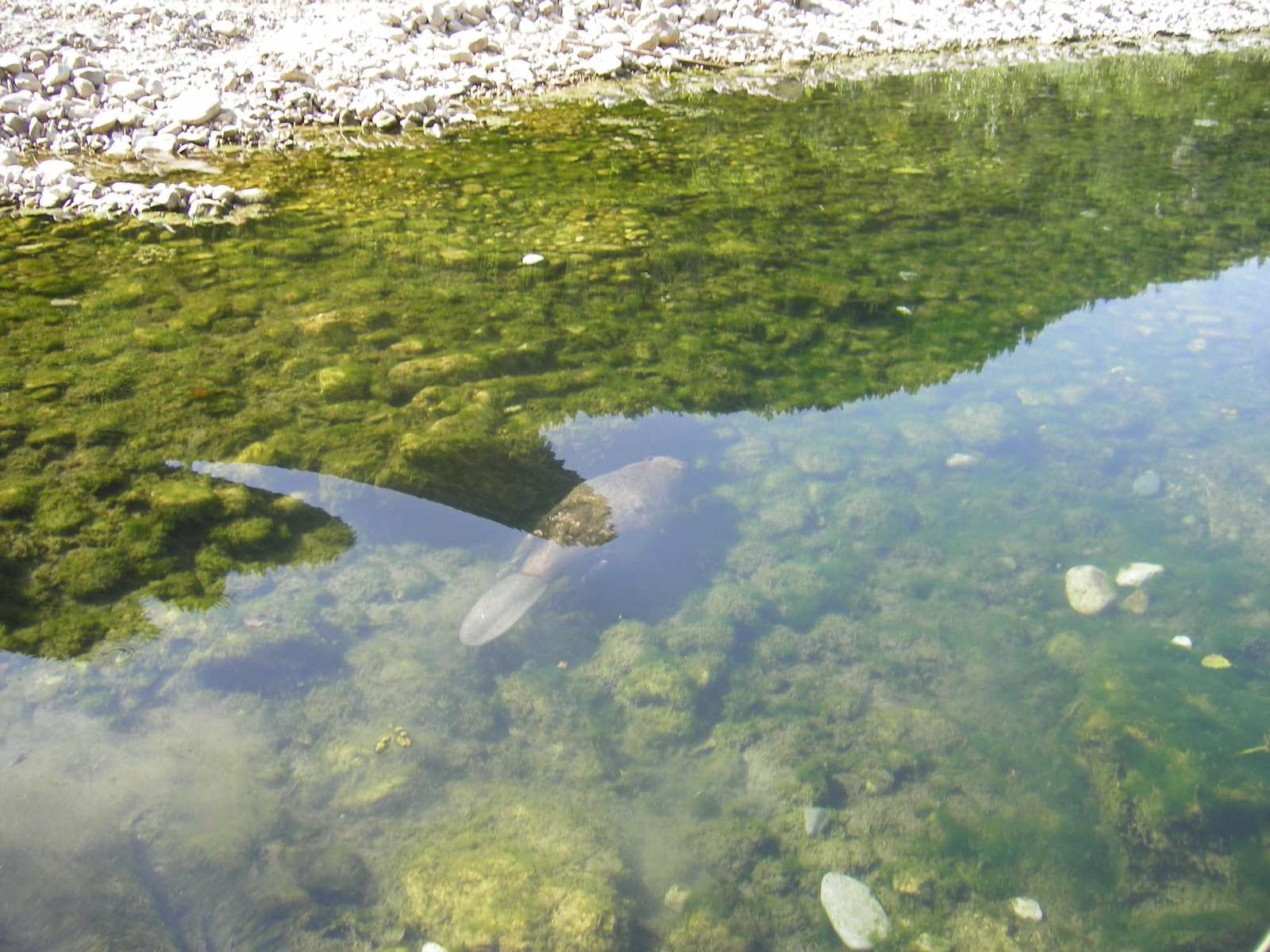
Castor nageant dans les eaux du Tarn.

Les gorges du Tarn sont connues pour leur faune cavernicole remarquable. On a en particulier recensé dans la grotte de Castelbouc deux espèces endémiques de mollusque : Bythinella bouloti et Bythinella galerae. Mais on trouve aussi dans les grottes des gorges du Tarn des chauve-souris rares comme le grand Murin, le grand Rhinolophe ou le petit Rhinolophe.
Dans les airs, on peut observer plusieurs espèces de vautours : le Vautour percnoptère (réapparu tout seul après une longue période d'absence), le Vautour fauve (réintroduit) et le Vautour moine. À la mauvaise saison, certains oiseaux viennent hiverner dans les falaises comme le Tichodrome échelette ou l'Accenteur alpin. Quand les jours s'allongent, on peut voir s'activer au bord de l'eau le Cincle plongeur et plus haut de nombreux rapaces, outre les vautours, comme le Milan noir, le Balbuzard, le Circaète Jean-le-Blanc, le Faucon pèlerin et l'Aigle royal.
Dans l'eau, le Castor européen a été réintroduit et sa population se développe vite. De nombreuses espèces de poissons sont également présentes : Truite fario, Vairon, Goujon, Chabot, Barbeau méridional, Vandoise, Chevesne, Siège…

### Flore

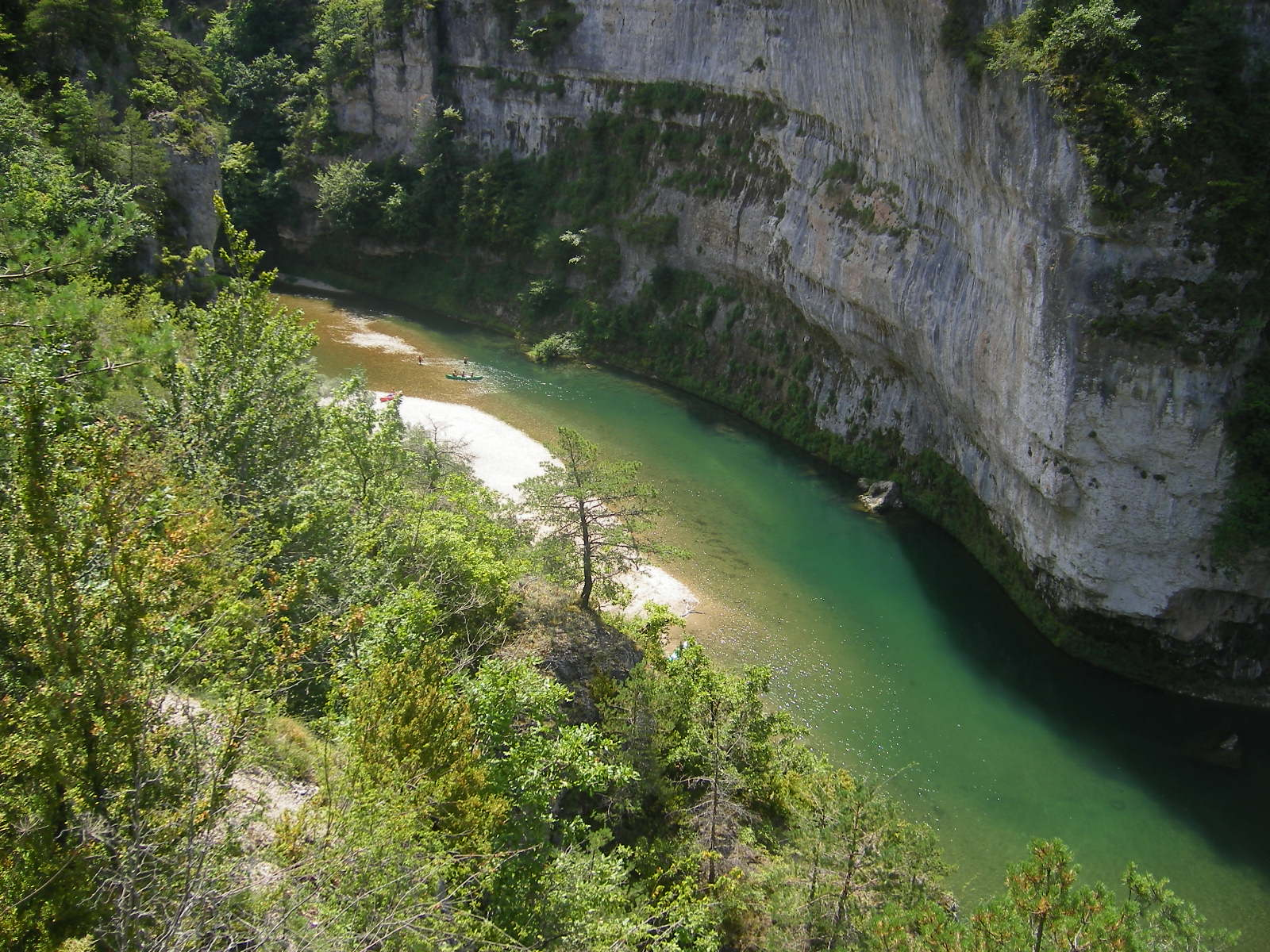
Falaise à encorbellements (appelés balmes localement), biotope de la Grassette des Causses.

La ripisylve et les falaises comptent un grand nombre d'espèces endémiques caussenardes dont la Grassette des Causses (qui se développe sur des falaises humides), la Sabline de Lozère, l'Ancolie des Causses et l'Armérie de Girard. Parmi les autres espèces remarquables, caractéristiques de la flore rupestre, on pourra trouver également le grand Ephédra, l'Alysson à gros fruits, la Potentille des Cévennes, l'Ibéris des rochers et l’Amélanchier à feuilles ovales, qui colonise les éboulis. Sur le haut des versants, on pourra croiser des plantes à affinité plus montagnarde comme le Sermontain (Laser siler) ou le Raisin d'ours, tous deux caractéristiques des montagnes calcaires. Les gorges sont aussi très riches en orchidées : Orchis bouffon, Orchis militaire, Orchis singe, Orchis pourpre, Orchis sureau... et l'espèce endémique l'Ophrys d'Aymonin.
Concernant les espèces d'arbres, on trouve en haut des versants, dans des lieux souvent inaccessibles, quelques bosquets de pin de Salzmann. Dans la vallée, les arbres présents dans la ripisylve sont divers (aulnes, saules, frênes,...) et comprennent en particulier des hêtres (Fagus sylvatica) qui occupent là une niche écologique très particulière dans un climat quasi méditerranéen, à priori peu favorable à ces arbres qui préfèrent les climats frais et humides, mais qui tirent profit de la proximité des eaux du Tarn, lesquelles leur apportent l'humidité nécessaire par les racines.

## Activités

### Tourisme

#### Curiosités et sites naturels remarquables
De l'amont vers l'aval, les gorges du Tarn égrènent une succession de sites naturels hors du commun qui ont fait leur réputation :
- Cirque de Pougnadoires
- Cirque de Saint-Chély-du-Tarn
- Les Détroits (endroit le plus resserré des gorges, accessible en barque ou en canoë. Le canyon a à cet endroit une profondeur de 500 m et seulement 1 200 m séparent les rebords supérieurs des deux causses)
- Cirque des Baumes (ce cirque étonnant situé sous le point sublime et installé au niveau d'un coude du Tarn a la particularité d'être hérissé de rochers en forme de tour, de clochetons, etc.)
- Point Sublime (meilleur point de vue sur le canyon, a été nommé ainsi par analogie avec un point semblable au-dessus du canyon du Colorado).
- Pas de Soucy (énorme éboulis résultant peut-être d'un tremblement de terre et obstruant la vallée et sous lequel disparaît le Tarn pour ressortir un peu plus loin).
- Corniche du causse Méjean. Entre le Rozier et les Vignes, il s'agit d'une série de rochers et d'arches dolomitiques surplombant le Tarn à grande hauteur et accessibles par un sentier vertigineux. Les curiosités les plus marquantes de cette corniche sont le rocher de Capluc, le rocher de Cinglegros, le Baousso del biel (arche haute de 40 m) et le pas de l'Arc (autre arche).

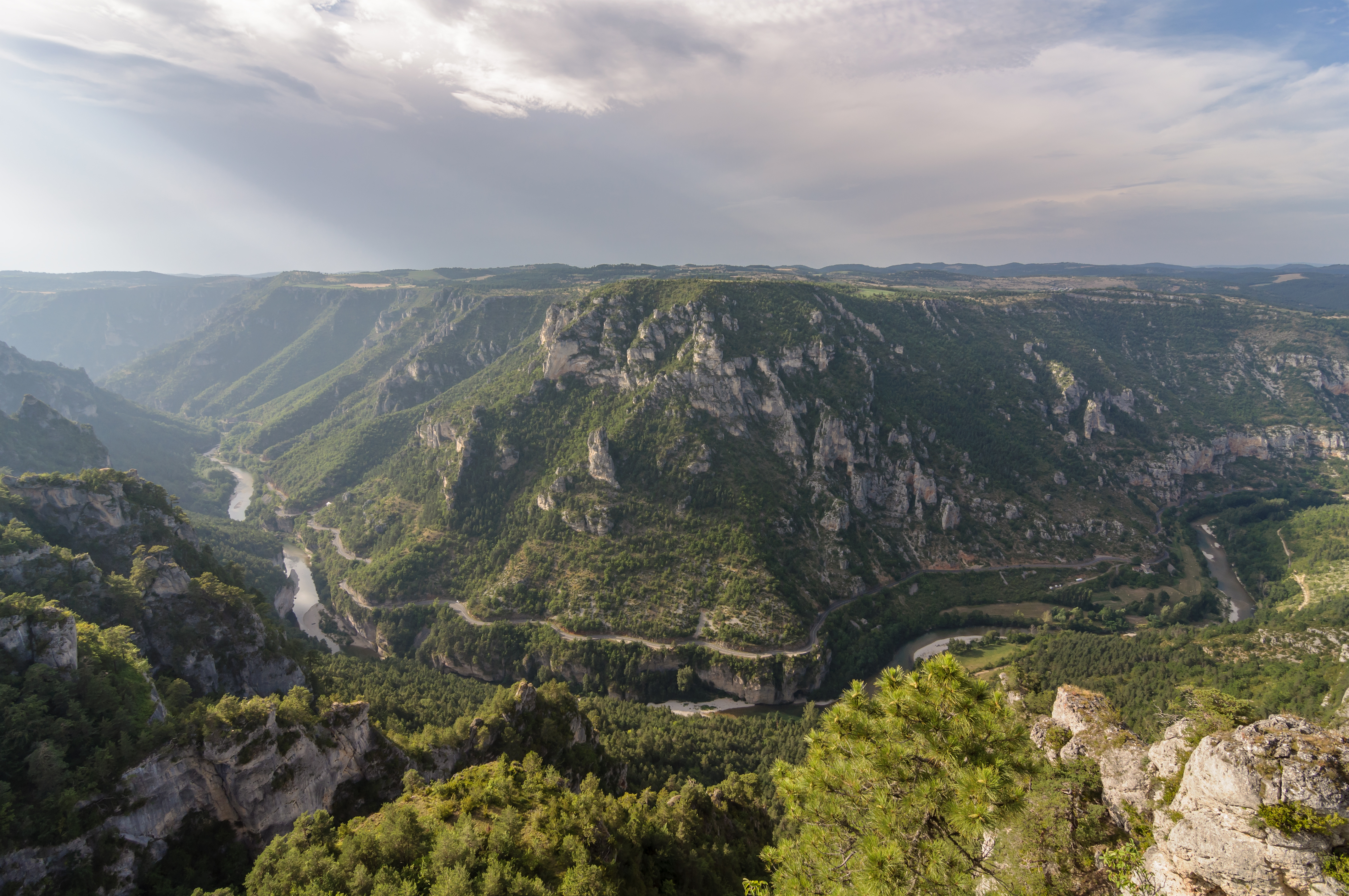
Les Détroits, vus depuis le roc des Hourtous.
Les gorges du Tarn, vues depuis le Point sublime.
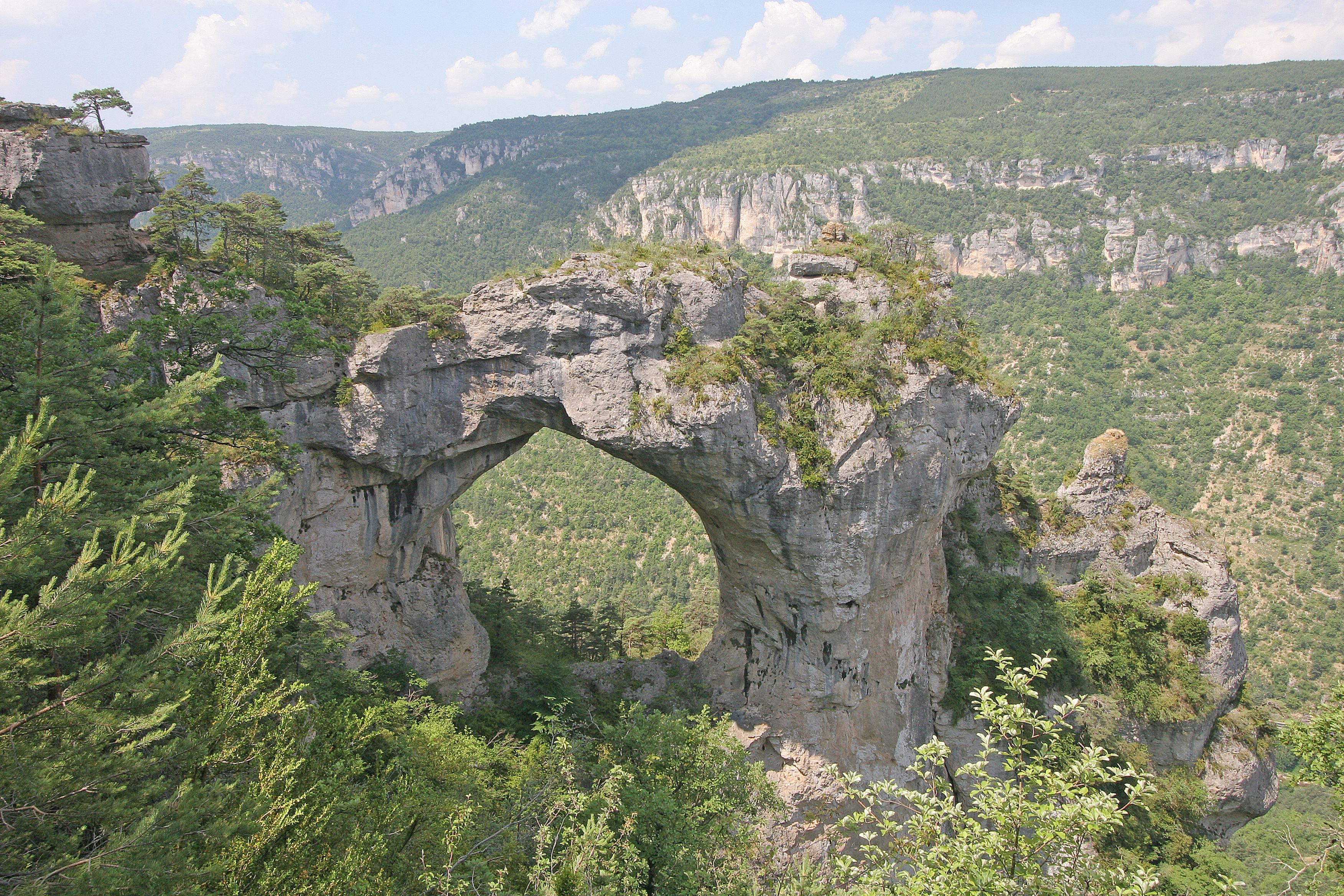
Le Baousso del Biel sur le sentier de la corniche du causse Méjean (arche naturelle haute de 40 m).

Les gorges du Tarn sont un site naturel classé.

#### Activités sportives

« Les gorges du Tarn » par André Suréda : affiche touristique de 1910 pour la société des Chemins de fer d'Orléans et du Midi.

Le principal axe de développement de cette région est le tourisme à travers différentes activités :
- la randonnée pédestre ;
- le canoë-kayak ;
- les bateliers ;
- la spéléologie ou visites des cavités des causses l'environnant ;
- la visite des villages typiques : cirque de Saint-Chély-du-Tarn, etc. ;
- la baignade ;
- l'escalade ;
- le canyoning ;
- la via ferrata ;
- les sports de pleine nature, etc.

### Architecture

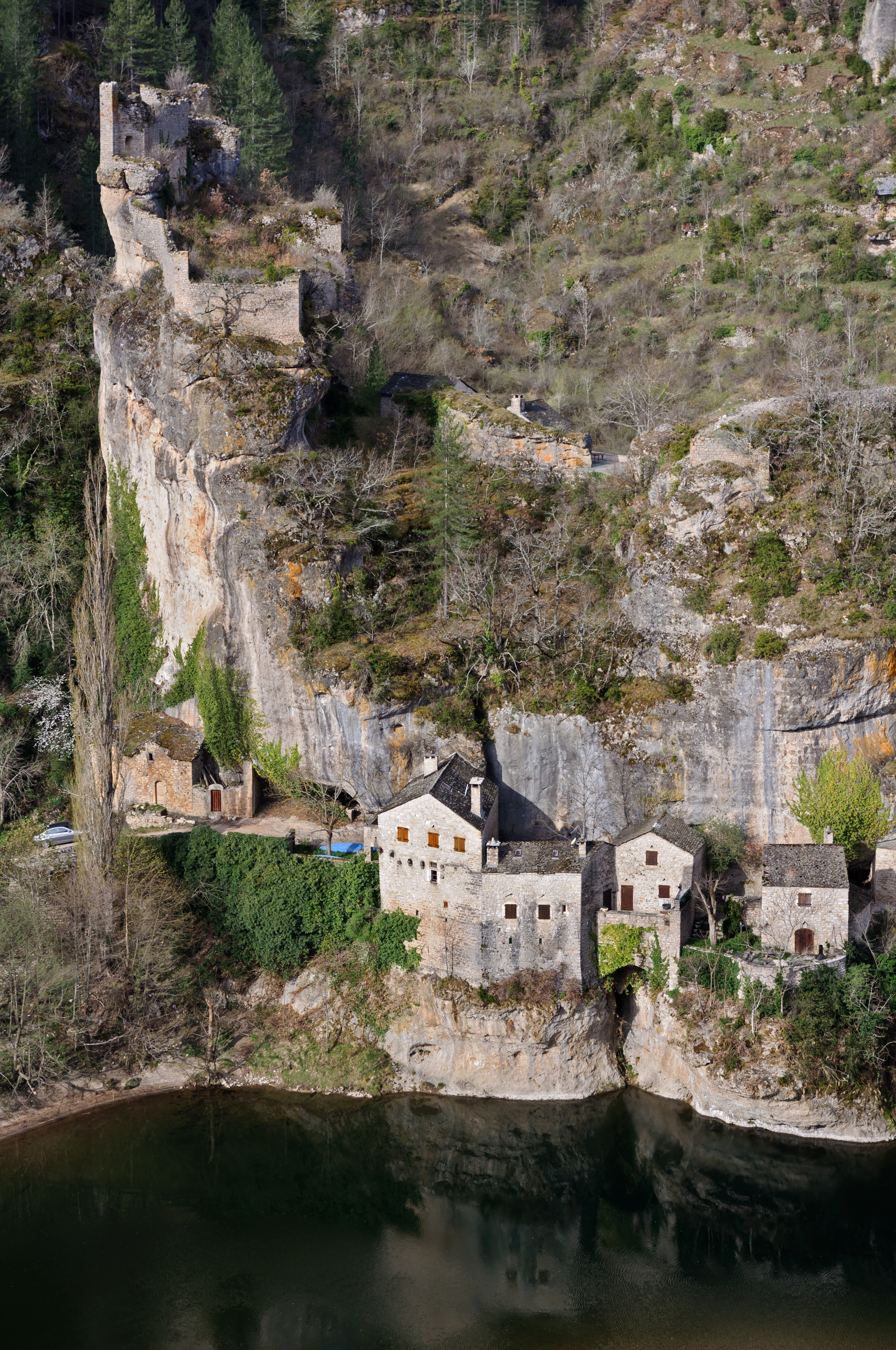
Castelbouc et son château.

Une série de châteaux est située le long du Tarn à peu de distance des uns des autres. Il y en a ainsi plusieurs sur la commune de Sainte-Enimie, comme Castelbouc, La Caze, Hauterives, mais également à La Malène et plus en aval, à Saint-Rome-de-Dolan.